# Насирэддин (лунный кратер)
Кратер Насирэддин (лат.  Nasireddin ) — крупный ударный кратер в южной материковой части видимой стороны Луны. Название присвоено в честь персидского математика, механика и астронома Насир ад-Дина Ат-Туси (1201—1274) и утверждено Международным астрономическим союзом в 1935 г. Образование кратера относится к раннеимбрийскому периоду.

## Описание кратера

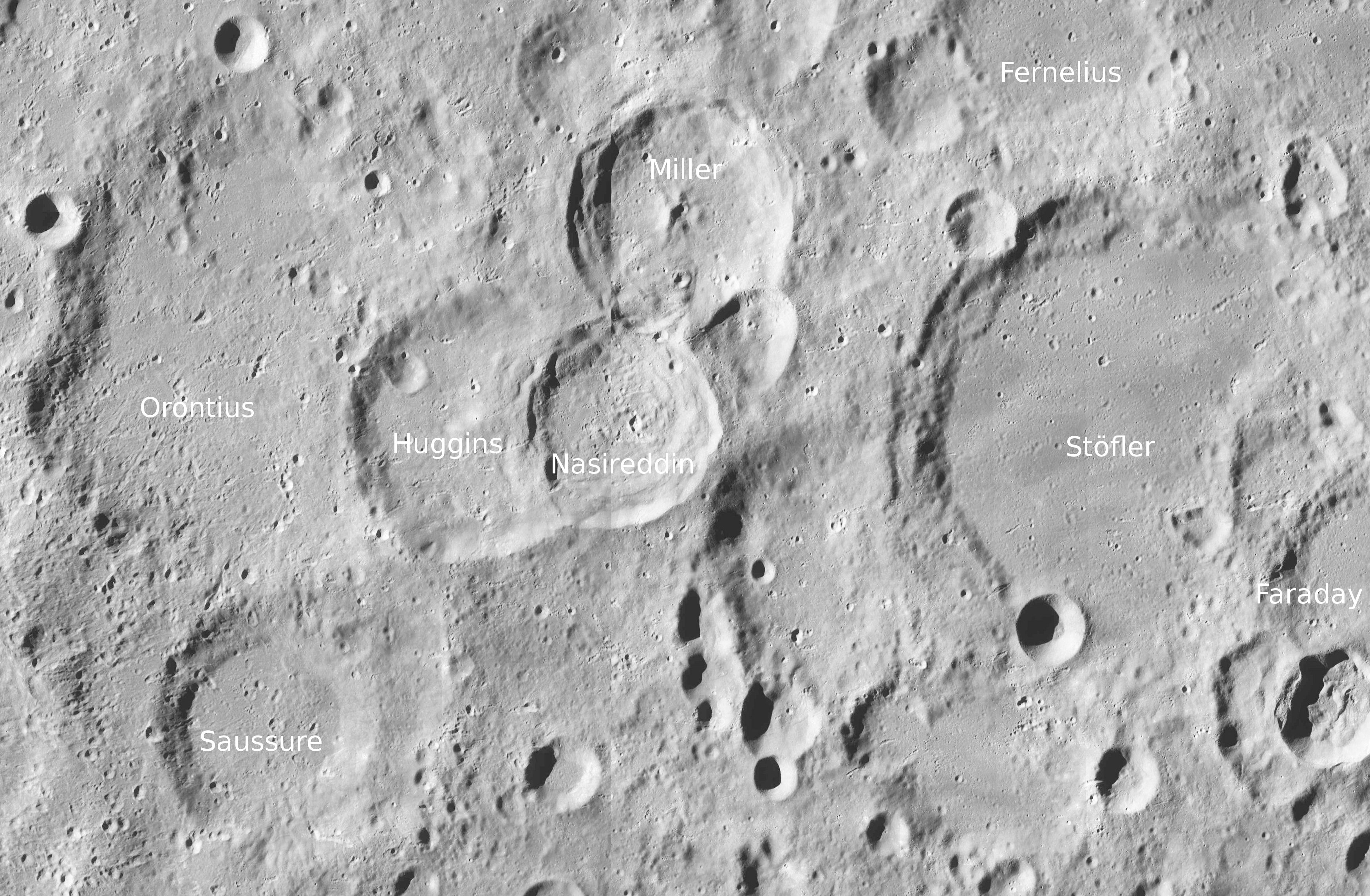
Окрестности кратера Насирэддин. Снимок зонда Lunar Reconnaissance Orbiter.

Кратер Насирэддин частично перекрывает восточную часть кратера Хеггинс. Другими ближайшими соседями кратера являются примыкающий на севере кратер Миллер; кратер Штефлер на востоке; кратер Лицет на юго-востоке и кратер Соссюр на юго-западе. Селенографические координаты центра кратера 41°02′ ю. ш. 0°08′ в. д. / 41,04° ю. ш. 0,14° в. д., диаметр 52,0 км, глубина 3350 м.
Кратер Насирэддин имеет полигональную форму и умеренно разрушен. Вал с четко очерченной кромкой, внутренний склон вала террасовидной структуры. Высота вала над окружающей местностью достигает 1140 м, объем кратера составляет приблизительно 2200 км³. Дно чаши пересеченное, с множеством холмов, отмечено несколькими короткими цепочками мелких кратеров. Имеется несколько невысоких центральных холмов несколько смещенных к западу от центра чаши.

## Сателлитные кратеры

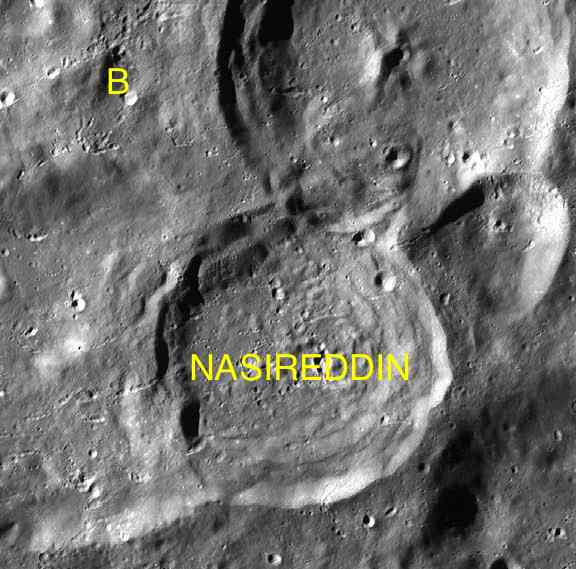
Фрагмент карты LAC-112.

| Насирэддин | Координаты                                          | Диаметр, км |
| ---------- | --------------------------------------------------- | ----------- |
| B          | 39°28′ ю. ш. 1°10′ з. д. / 39,47° ю. ш. 1,16° з. д. | 9,3         |

## См.также
- Список кратеров на Луне
- Лунный кратер
- Морфологический каталог кратеров Луны
- Планетная номенклатура
- Селенография
- Минералогия Луны
- Геология Луны
- Поздняя тяжёлая бомбардировка